# Takuya Kokeguchi
Takuya Kokeguchi (苔口 卓也, Kokeguchi Takuya) est un footballeur japonais né le 13 juillet 1985 à Okayama. Il est attaquant.

## Biographie
Takuya Kokeguchi participe à la Coupe du monde des moins de 20 ans  qui se déroule aux Pays-Bas. Il joue deux matchs dans cette compétition.